# オレカ
オレカ (ORECA, Organisation Exploitation Competition Automobiles) は、フランスのレーシングカーコンストラクターである。1973年にAGSのマネージャーであったユーグ・ド・ショーナックが設立した。

## 概要
2015年時点で社員数110名の小さめの企業だが、ラリー・スポーツカーレース・ツーリングカーレースなど幅広いジャンルでメーカーのワークス活動を請け負った。これまでにBMW、マツダ、ダッジ、プジョー、トヨタ、セアト、ラーダの名を背負ってFIA世界選手権にエントリーし、その全てで成功を収めてきた。
本社はポール・リカール・サーキットの近郊にあるが、マニクール・サーキットの側にもテクニカルセンターを置くほか、アメリカ・香港・上海に拠点を持つ。
2023年現在はワンメイクレースでのシャシーなどの供給を行うコンストラクターとしての活動がメインであり、FIA 世界耐久選手権 (WEC) でのトヨタとの業務が終了した2021年のル・マン24時間レース以降はレーシングチームとしての表だった活動はしていない。

## フォーミュラカーレース
1972年から1989年はフォーミュラを中心に活動し、ヨーロッパF2やF3ではルネ・アルヌー、アラン・プロスト、ジャック・ラフィット、ジャン・アレジといったドライバーが同チームから出走。ヨーロッパF2で2回、フランスF3選手権では11回ドライバーズタイトルを獲得した。
2014年からルノーは、オレカとの提携によりF3エンジン供給を行った。

## スポーツカーレース
90年代からスポーツカーレースやGTカーレースに集中し、フランス・スーパーツーリング選手権にはBMWのワークスチームとして参戦した。
1991年のル・マン24時間レースにはマツダ・787Bで参戦。本番直前のテストウィークでマシンが大ダメージを受けたため、マツダが撤退しようとするのをショーナックが必死に説得。オレカは一週間で直して30時間のテストを敢行し、結果マツダとオレカはロータリーエンジン車唯一の総合優勝を勝ち取った。
のちにダッジのワークスチームとなって、バイパー GTS-Rで1997～1998年にFIA GT選手権GT2クラスタイトル、1999年にはFIA GTの総合タイトルを獲得。1998～2000年にル・マン24時間クラス優勝、2000年にデイトナ24時間に総合優勝、セブリング12時間でクラス優勝をするなど多くの成功を収めている。
2001年末にダッジが撤退した後にもプライベーターとしてLMP900マシン、ダラーラ・SP1を引き継ぎ、PlayStation・チーム・オレカとして参戦した。
2005年のル・マン24時間レースにはアウディ・フランスの支援を受けアウディ・R8で参戦した。その他にも2006年にはサリーン・S7Rでヨーロピアン・ル・マン・シリーズに参戦した。チームのサリーン・S7Rはスパ・フランコルシャンで優勝している。
オレカはダッジと共同でダッジ・バイパーの競技車両を開発し、2006年から2007年にかけてGT3カテゴリーで100以上のカスタマーが同車両を使用した。
長年レーシングチームとして成功を収める一方、ショーナックはコンストラクターとなる夢を叶えるために2007年にクラージュ･コンペティションを買収。
2008年には第一号となるオレカ・01を開発した。01はLMP1カテゴリー参戦のために開発され、デビュー戦の2009年のスパ1000kmレースに2台がエントリーした。
2009年にはフォーミュラ・ル・マン用にFLM09を開発した。これはその名が意味するようにフォーミュラ・ル・マン・カップのみに使用される車両であったが、2010年にアメリカン・ル・マン・シリーズを含む他の3つの耐久シリーズへの参加も可能となり、LMPCクラスで参加することとなった。この考えは小規模チームが耐久レースに参加できる手頃なプラットフォームを入手できるようにする為であった。
オレカはカスタマー仕様のプジョー・908 HDi FAPの供給を受け、セミワークスとして2010年のル・マン24時間レースにも参戦、また残りのル・マン・シリーズのレースにも参加し、アルガルヴェでは総合優勝、ファクトリーチームを抑えてタイトルを獲得した。
2011年、オレカは2010年仕様のプジョー・908で、最新型のプジョー・908を破りセブリング12時間レースで優勝した。また、2011年の新レギュレーションに合わせた新型シャシー、オレカ・03を導入した。03はP1クラスに投入された01とは対照的に、P2クラスに投入された。
2012年からはトヨタの新型LMP1車両、トヨタ・TS030 HYBRIDの運用チームに選ばれ、TMGとのジョイントでFIA 世界耐久選手権（WEC）に参戦。レースのオペレーションをサポートするため20人ほどのスタッフを送り込み、、ショーナックもトヨタレーシングの一員としてWECに帯同している。ただしマツダの時とは異なり、マシン開発には寄与していない。2014年にはアウディ・ポルシェを打ち破って、WECのドライバーズ・マニュファクチャラーズの2冠に輝いた。
2015年LMP1のレベリオン・R-Oneとモノコックの基本設計を共有するオレカ・05を投入。ル・マン24時間レースで、KCMGがポール・トゥ・ウィンを飾っている。これはオレカのオリジナル開発のマシンとしては初めてのル・マンクラス優勝だった。またこの年から始まったLMP3のパッケージの販売もオレカが担当している。
2016年、シグナテック・アルピーヌに『アルピーヌA460』名義でOEM供給していた05が圧倒的な速さを見せつけ、WEC年間王者とル・マンの両方を制覇した。
2017年にACOによってコンストラクターが4社（オレカ・オンローク・ダラーラ・ライリー&マルチマティック連合）に絞られたWECのLMP2ではフル参戦の全チームがオレカ・07を選択しており、オレカへの信頼とサポートの厚さをうかがわせる。また速さと信頼性を兼ね備えたオレカ・07はル・マンでも猛威を振るい、LMP1のエントラント減少とトラブル多発に助けられ、総合でもポルシェLMP1に次ぐ2位の好成績を収めた。このため、ACOは翌年のシャーシ開発を4社のうちオレカだけ禁止するに至った。またこの年限りで北米のウェザーテック・スポーツカー選手権のLMPCクラスが廃止されたことで、FLM09は9年間の長きにわたる役割を終えた。
2018年にはウェザーテック・スポーツカー選手権でもアキュラと共同開発したDPiマシン、アキュラ・ARX-05を投入。またレベリオン・レーシングがオレカと共同開発したLMP1マシン、R13を採用してWECに参戦した。この年のル・マン24時間ではトヨタが初の総合優勝を果たし、オレカは2度目の日本メーカーのル・マン制覇に携わったことになった。
2021年は移行措置として参戦が認められたレベリオン・レーシングが用いていたLMP1マシンを使用し、アルピーヌがA480とリバッジしハイパーカークラスに参戦する。
なおオレカはプジョーとの提携で、2022年投入予定のハイパーカー（プジョー・9X8）の開発に関わる予定であったが、IMSAの新規定である、LMDhに集中するとして破談になっている。またトヨタとの関係も、2021年のル・マン24時間をもって終了となった。一方でアキュラとの関係は継続し、2023年からアキュラが投入するLMDhマシンであるARX-06の開発を担う。またアルピーヌも、2024年よりオレカ製シャシーをベースとしたLMDhマシンとしてアルピーヌ・A424を実戦投入する。さらに2024年12月には、現代自動車（ヒョンデ）がジェネシスブランドで2026年より投入予定のジェネシス・GMR-001が、オレカ製シャシーを採用すると発表した。
2021年11月、フェラーリとの提携を発表し、フェラーリ・488 GT3 Evoの後継となるフェラーリ・296GTBをベースにした新型GTカーの組立並びにカスタマーサポートを担うことになった。

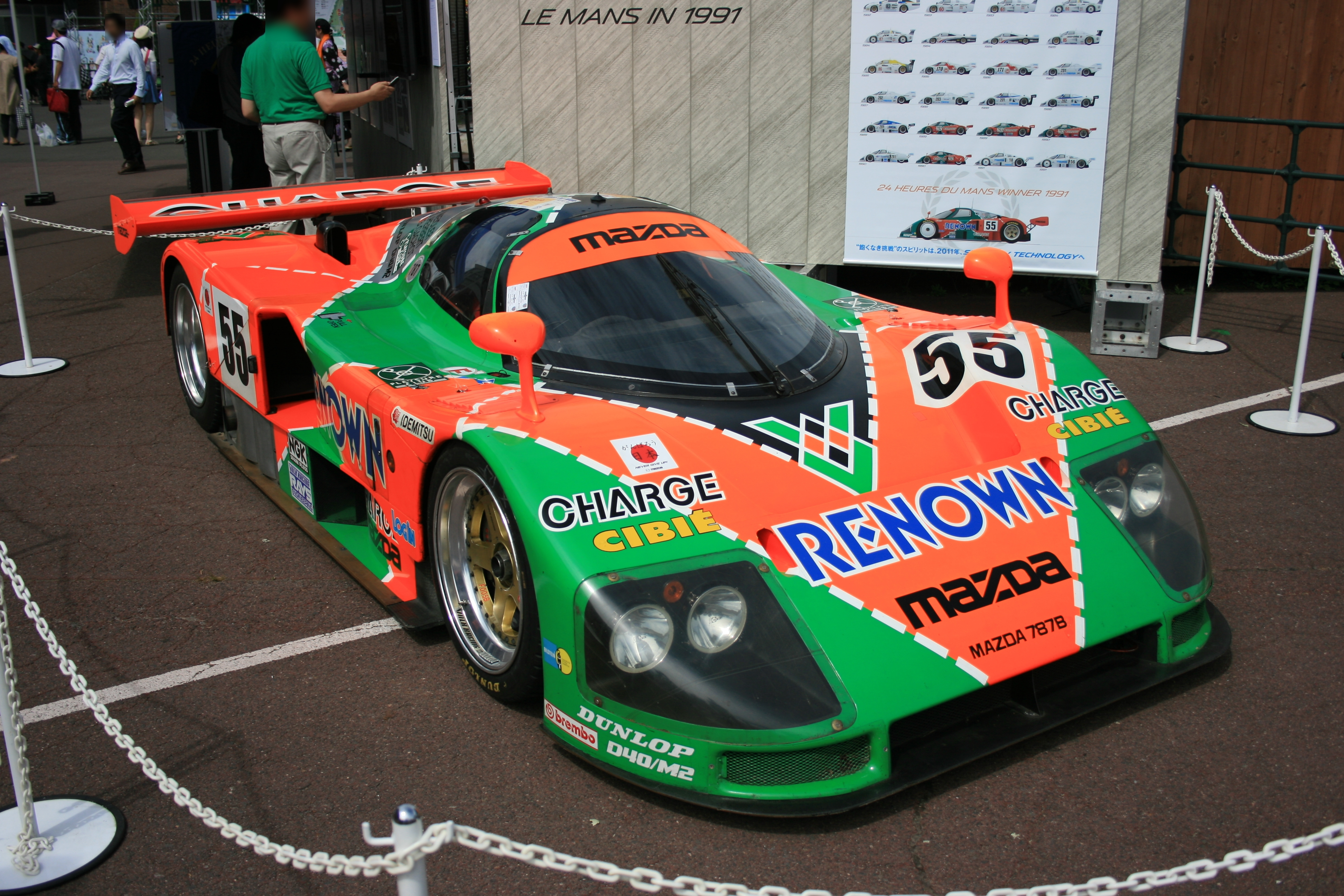
マツダ・787B（1991年型）
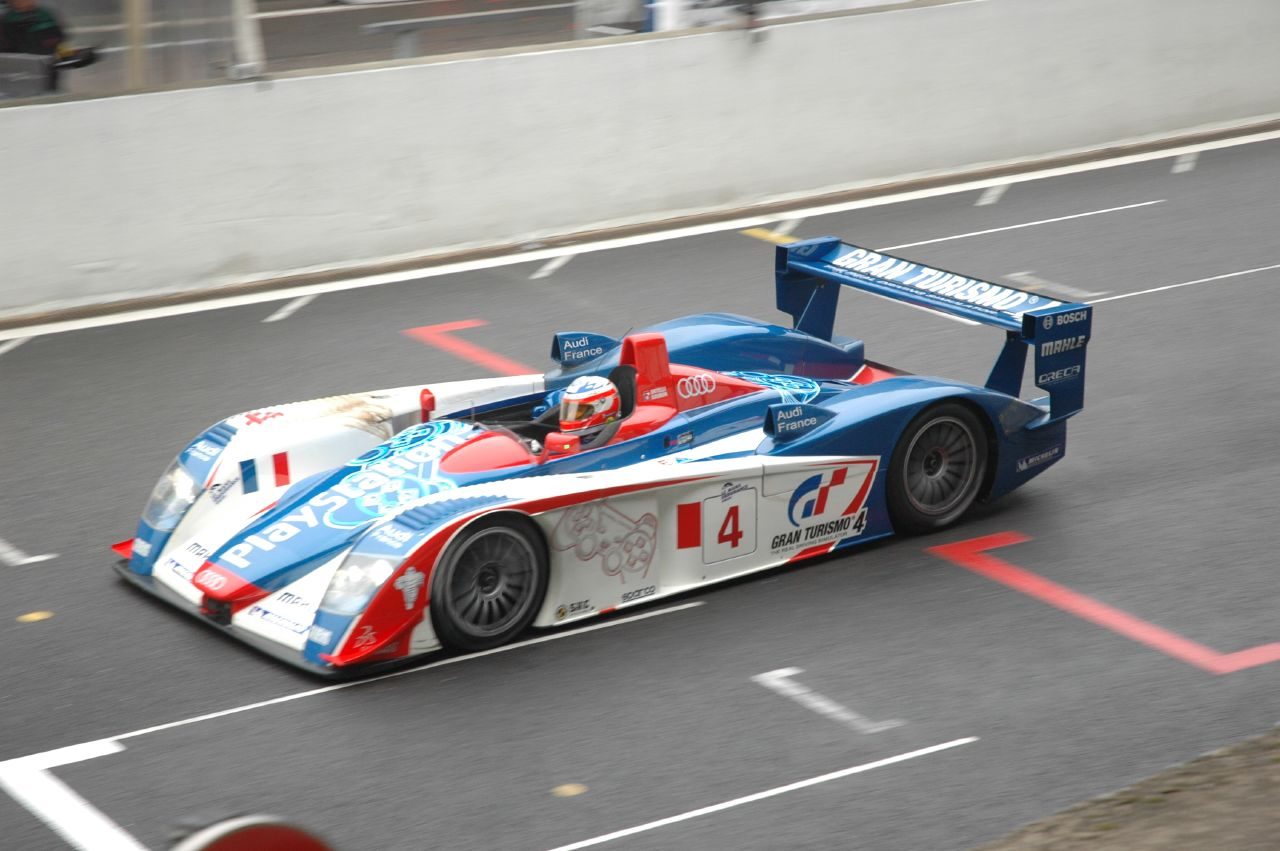
アウディ・R8（2005年）
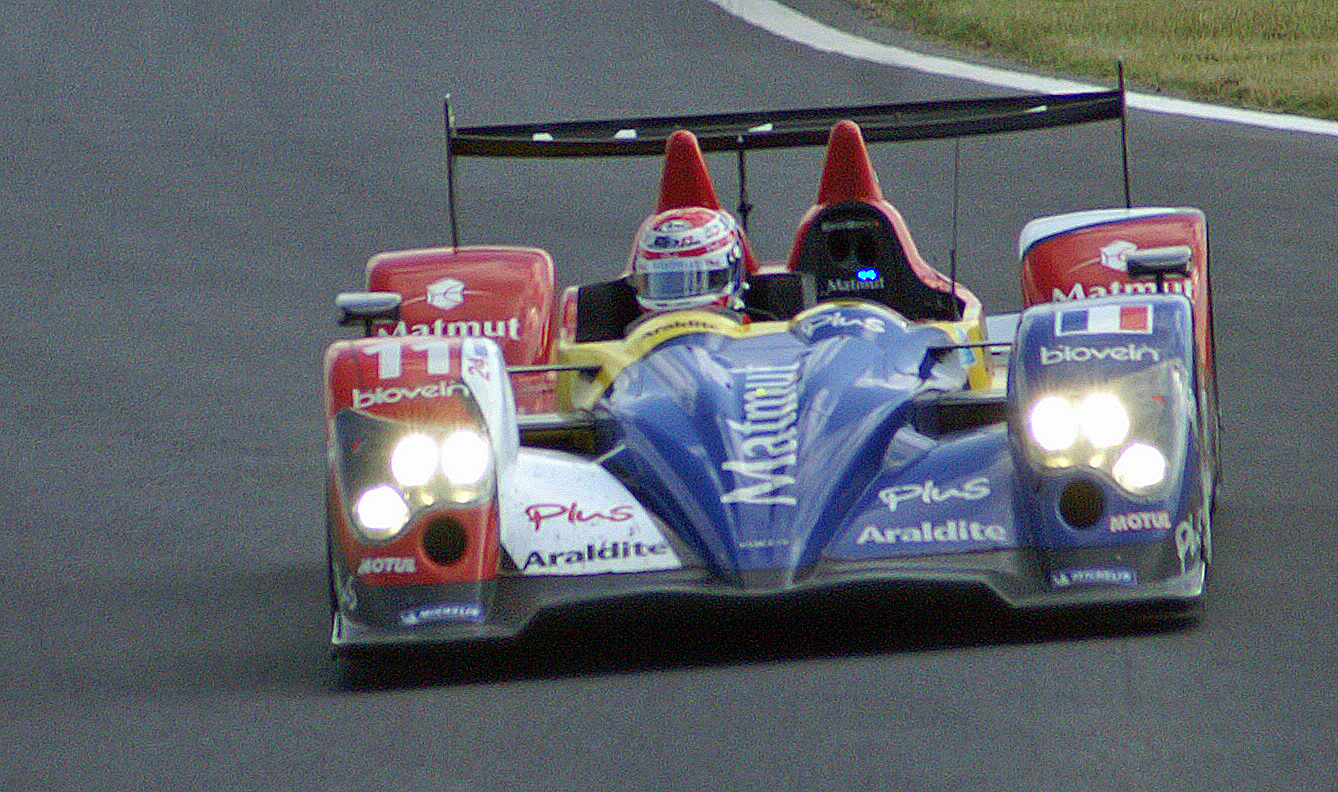
オレカ・01（2009年）
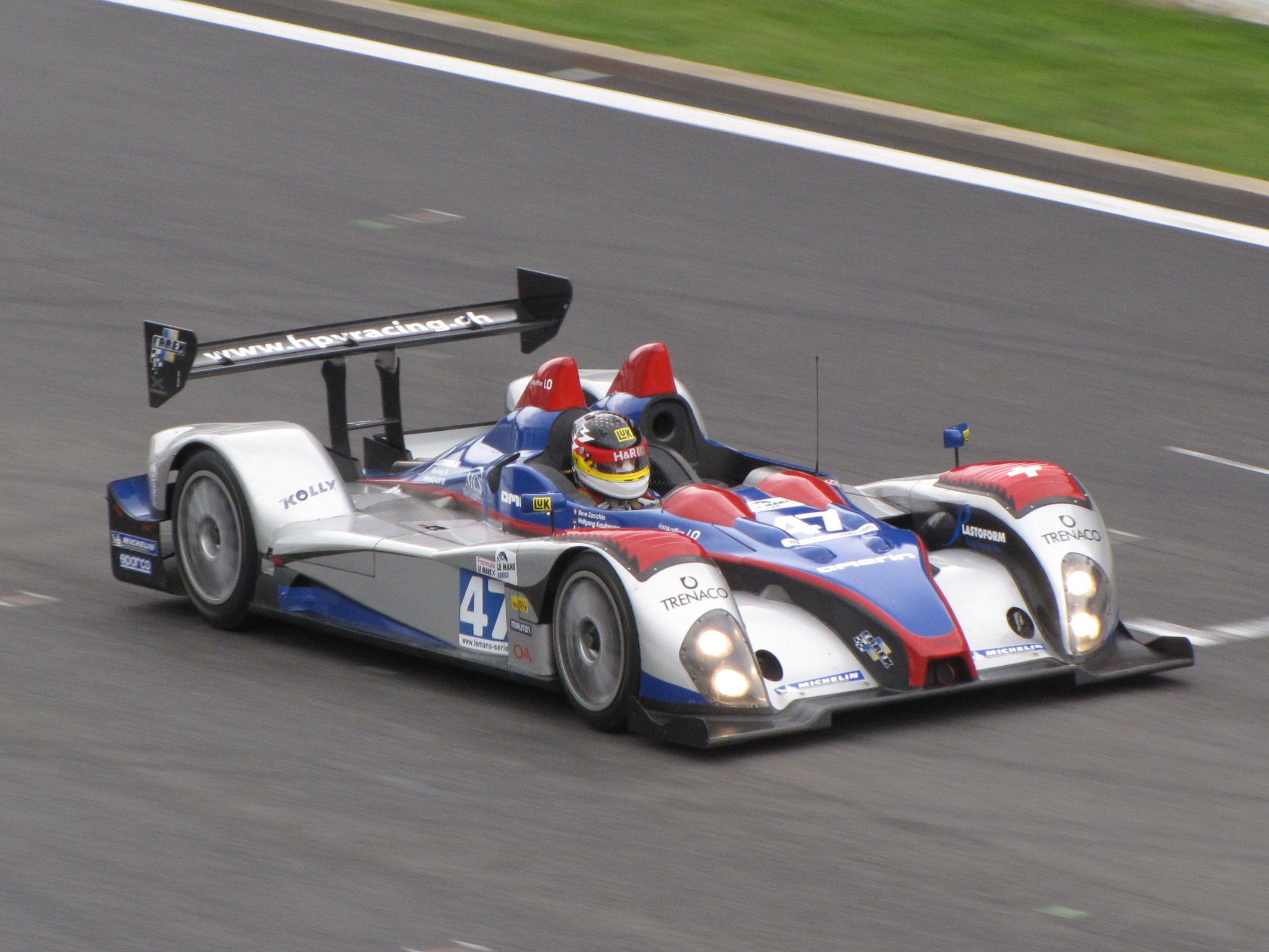
FLM09（2010年）
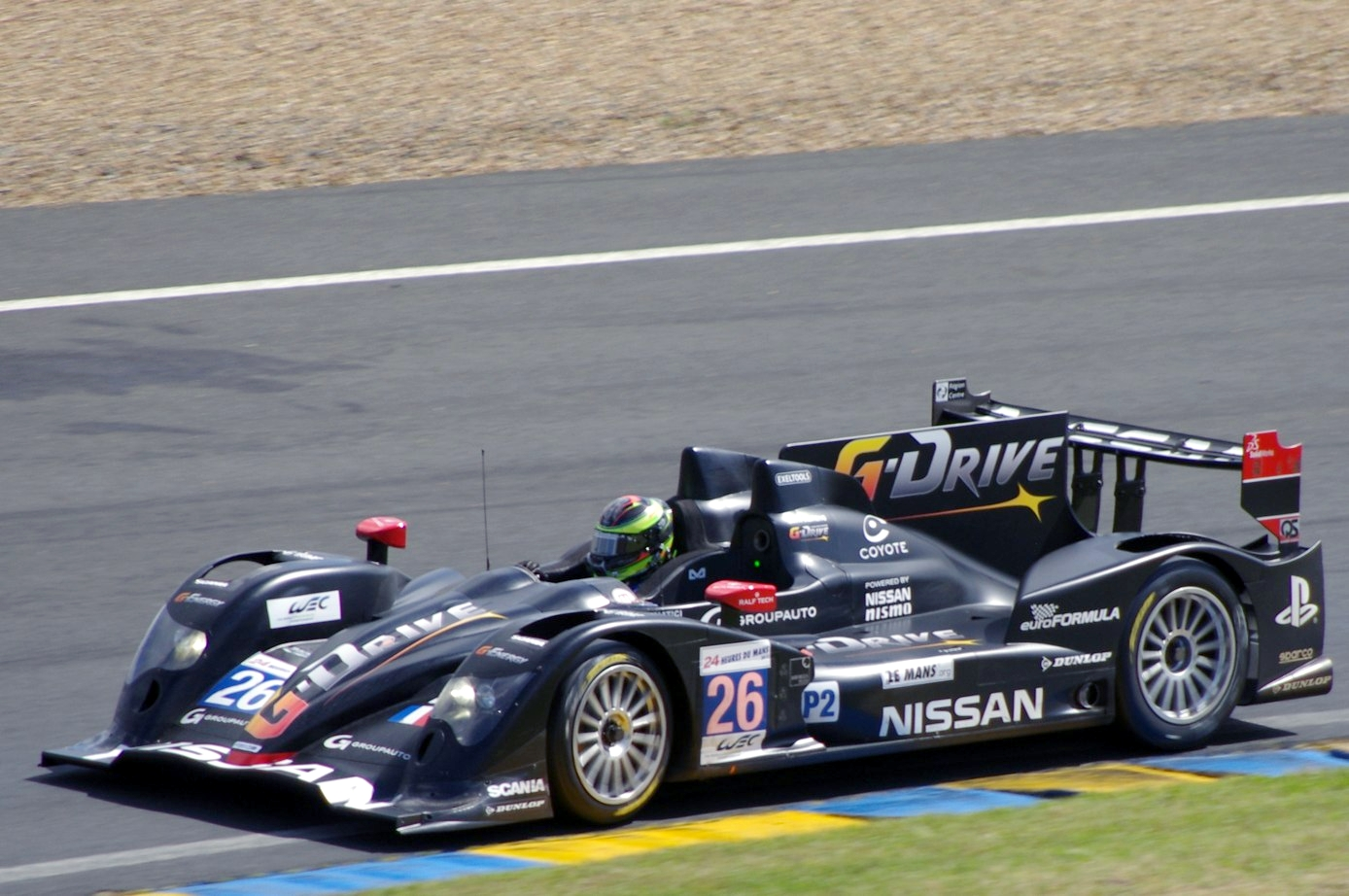
オレカ・03-日産（2012年）
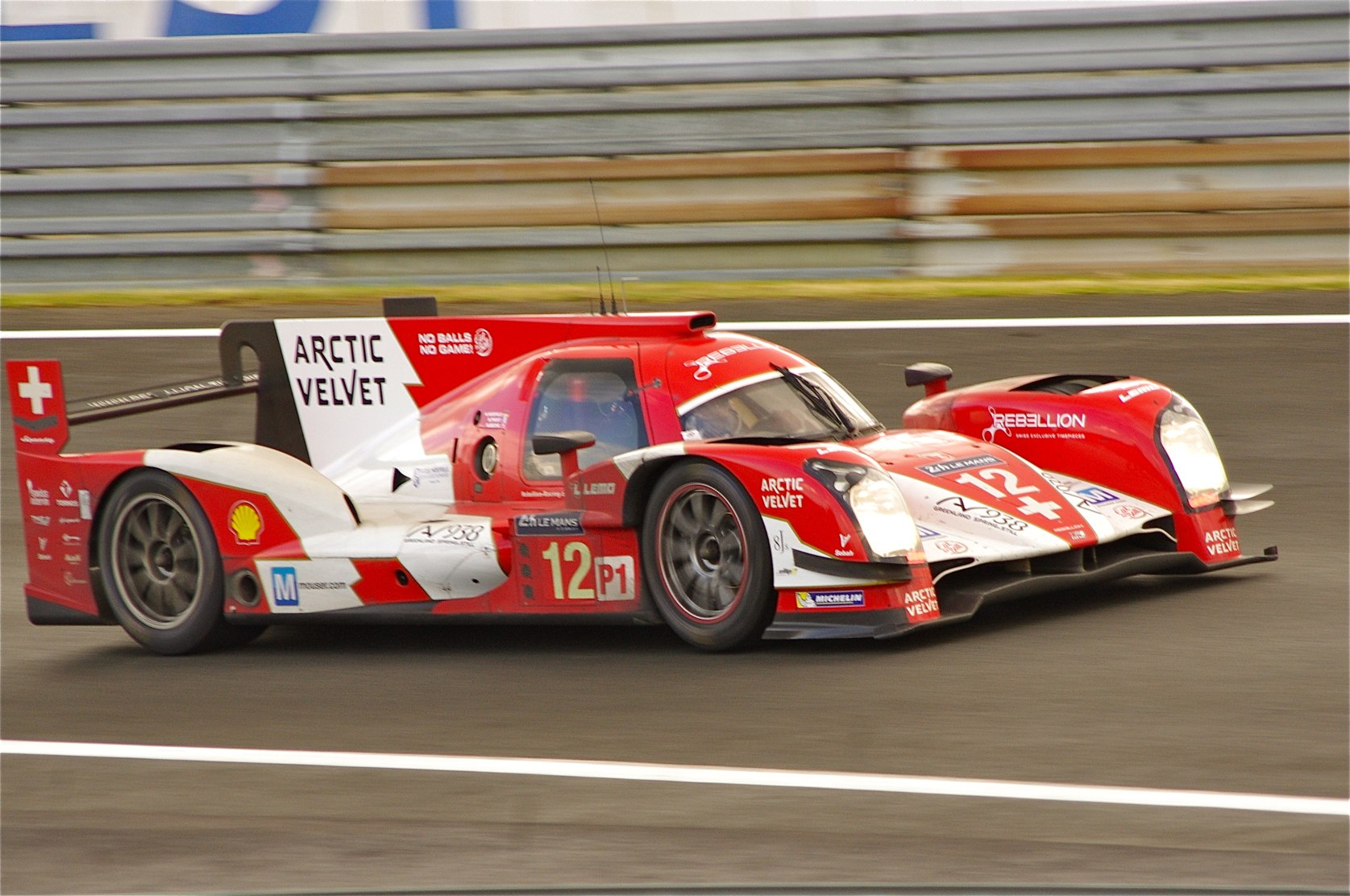
レベリオン・R-One（2014年）
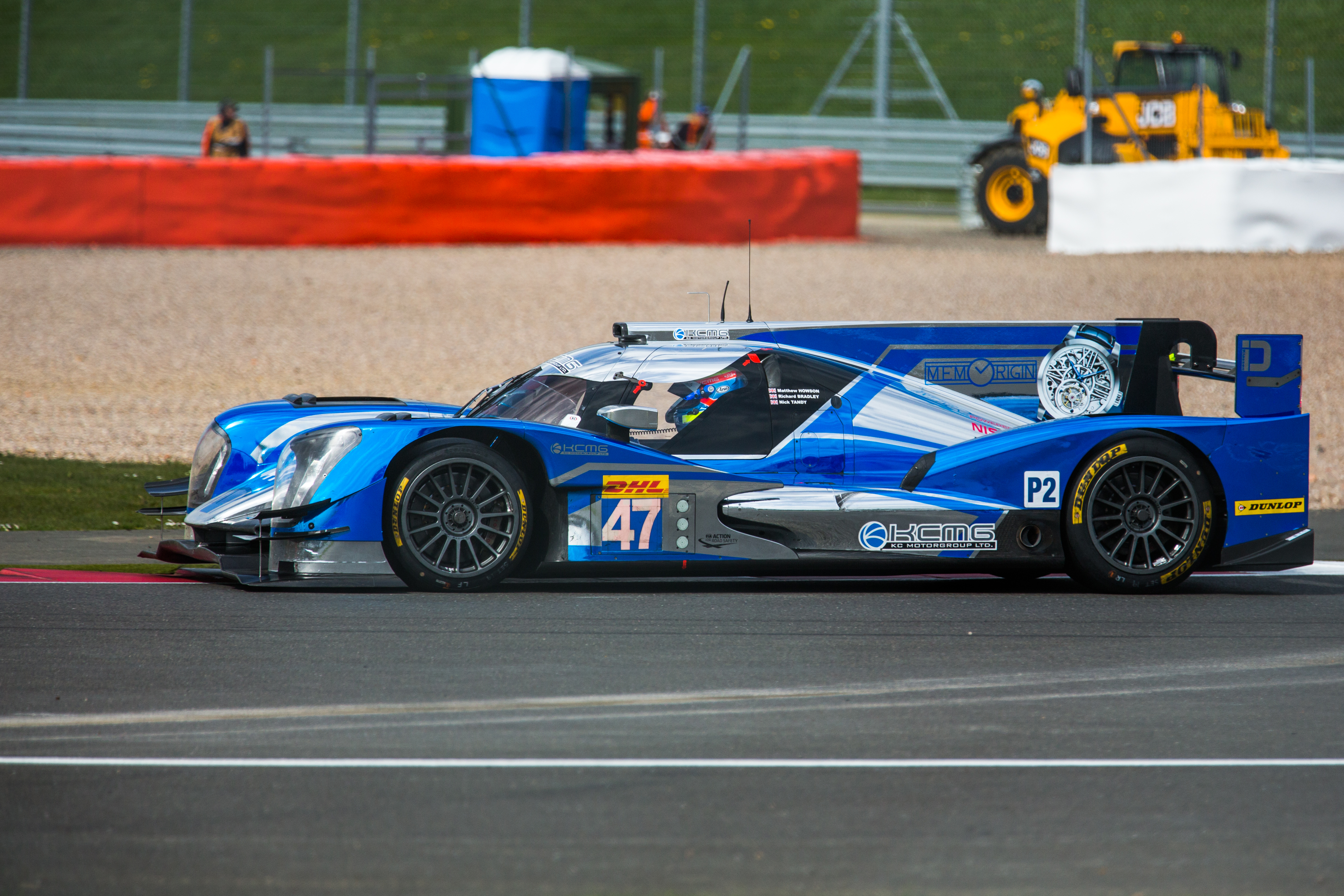
オレカ・05（2015年）
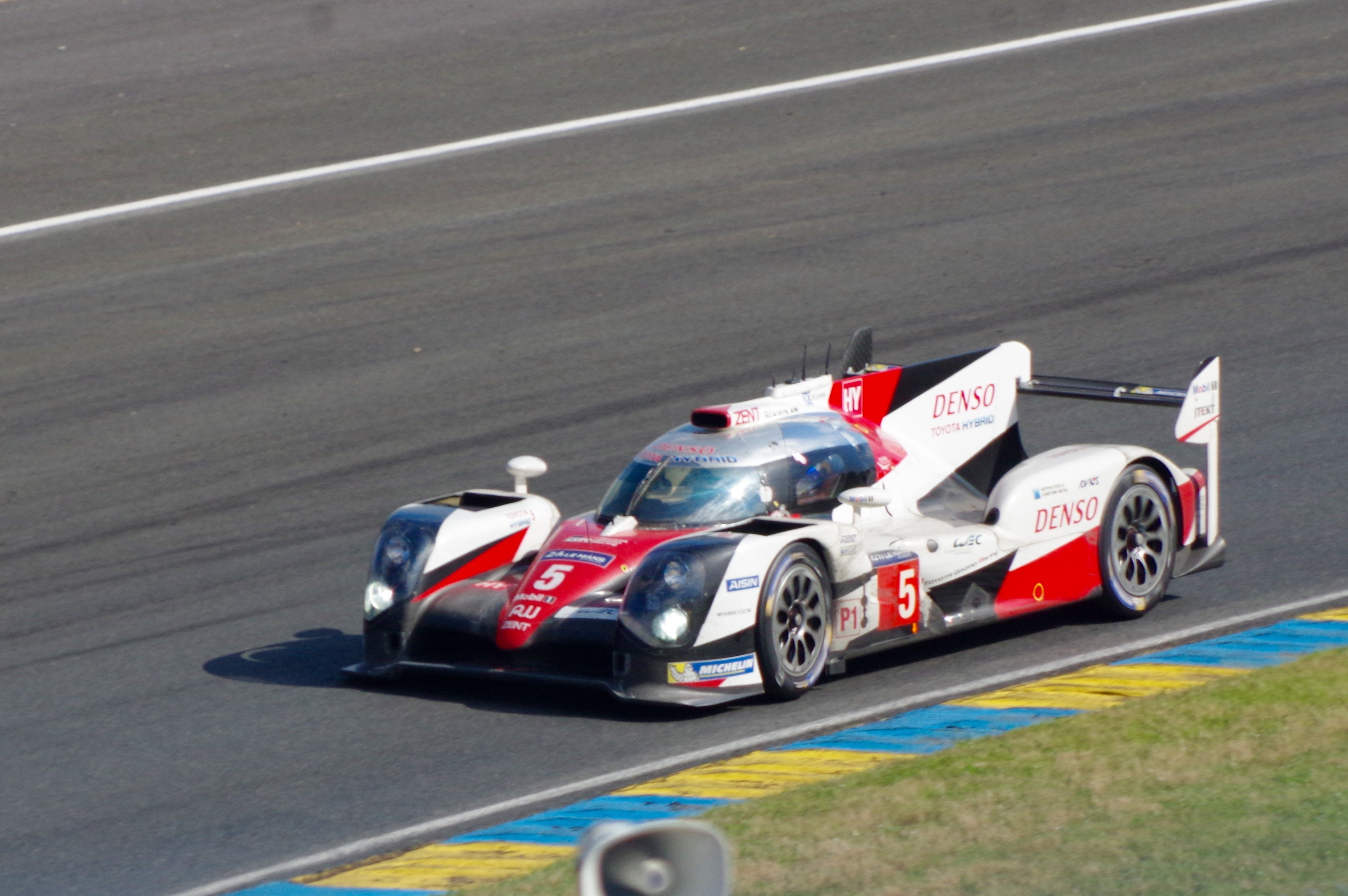
トヨタ・TS050 HYBRID（2016年）
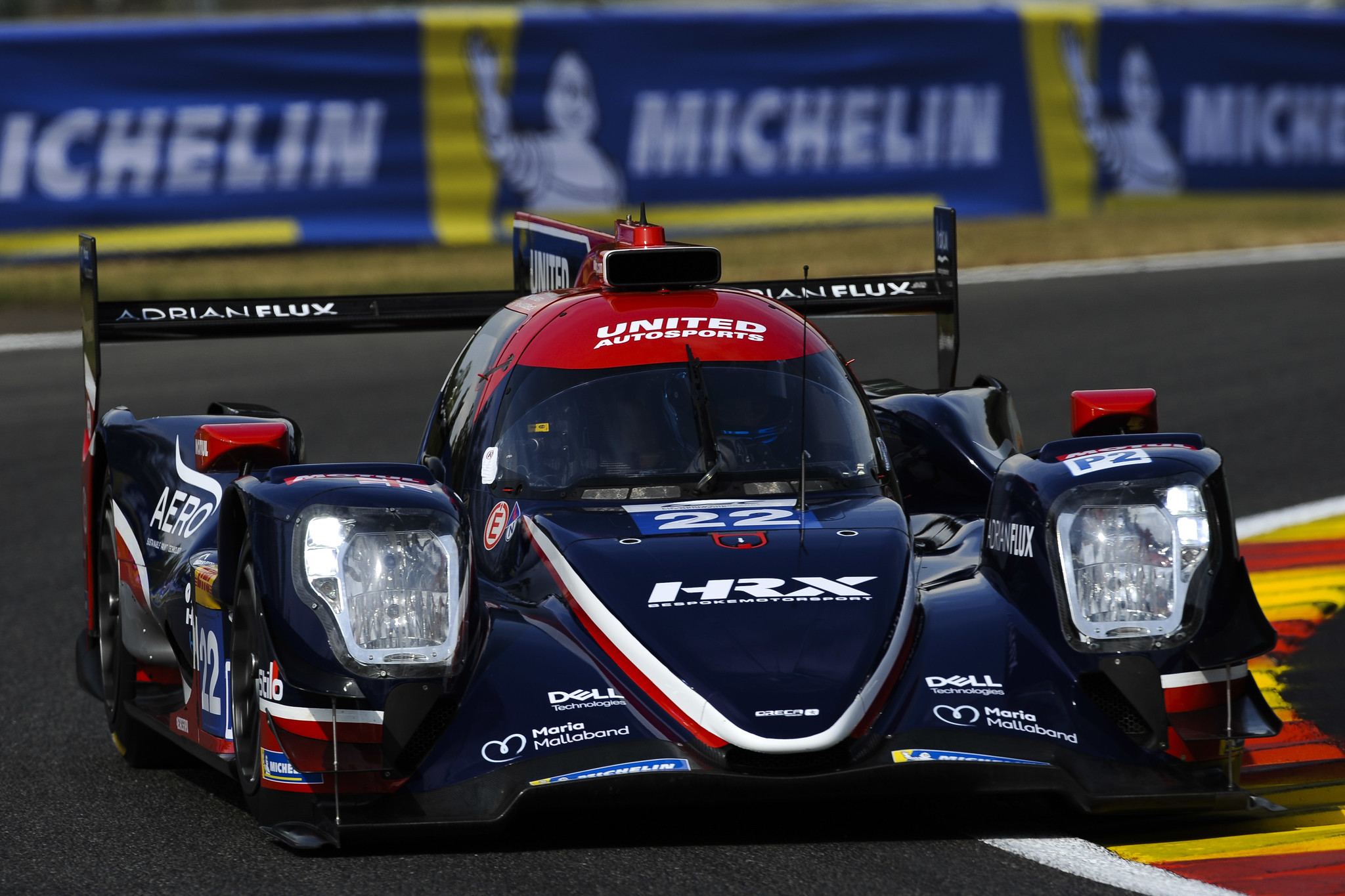
オレカ・07（2020年）

## ラリー
オレカはラリーにも積極的に参加しており、氷上レースのアンドロス・トロフィーにアラン・プロストがトヨタ・カローラで出場する際も支援をしていた。2000年代にもトヨタ・ヤリスのアイスレース用マシンを開発している。
2000年代にスーパー1600規定のルノー・クリオ を開発・供給し、JWRCではルノーのワークスチームとしてドライバーズタイトルを獲得した。同車はERC（ヨーロッパラリー選手権）でも2004年〜2005年にチャンピオンとなっている。
2010年代中盤はWRC2をメインに参戦しており、WRCに復帰する前のトヨタの育成ドライバーを走らせていたこともある。また、ステファン・サラザンがラリーチームを作る際も支援していた。
2017年にはR4キットカーの用の共通コンポーネント（エンジン、駆動系など）をFIAから委託を受けて開発し、2018年から販売している。
この他シュコダやシトロエンのスーパー2000およびグループRマシンのエンジンの開発も担っている。

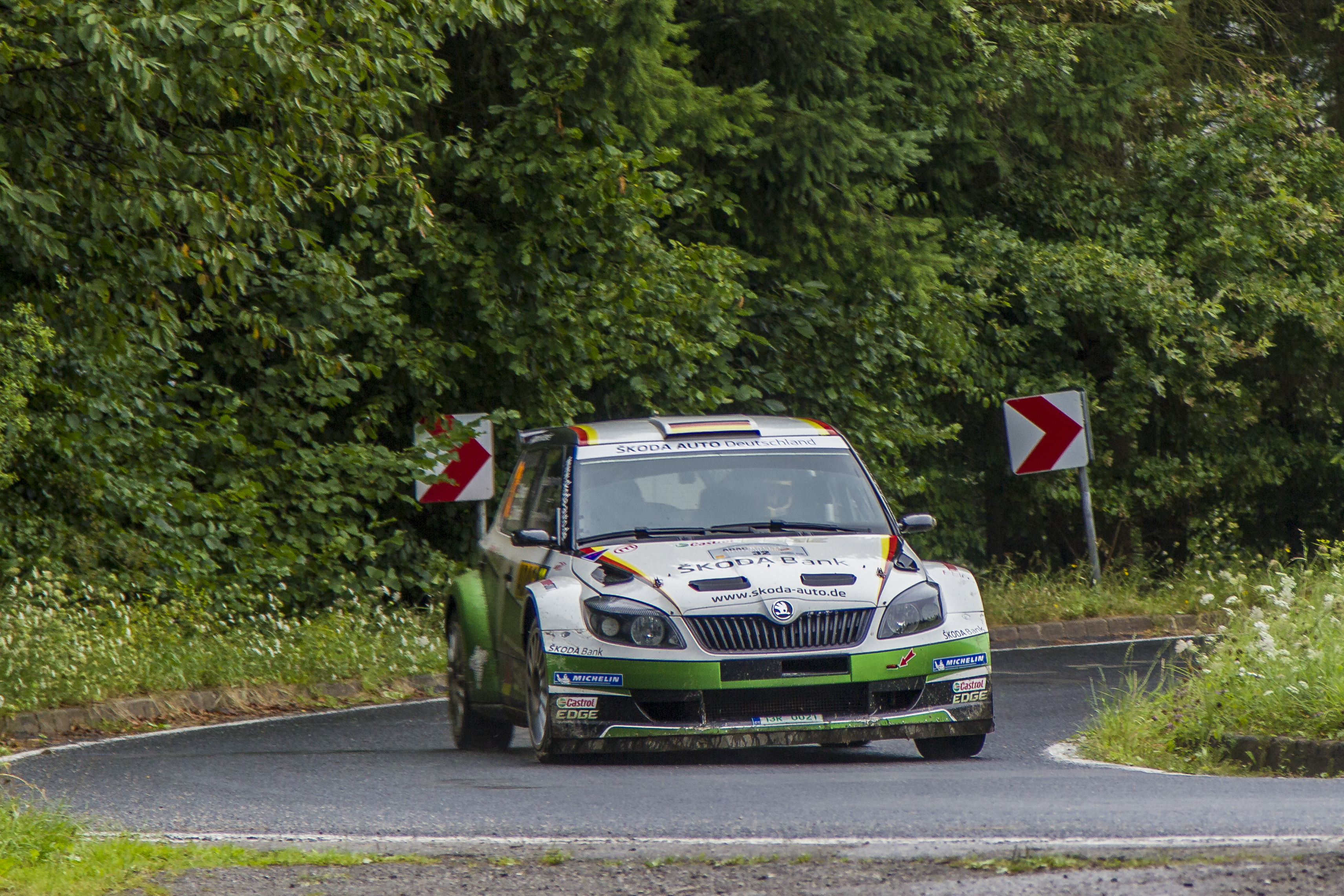
シュコダ・ファビア S2000（2013年）
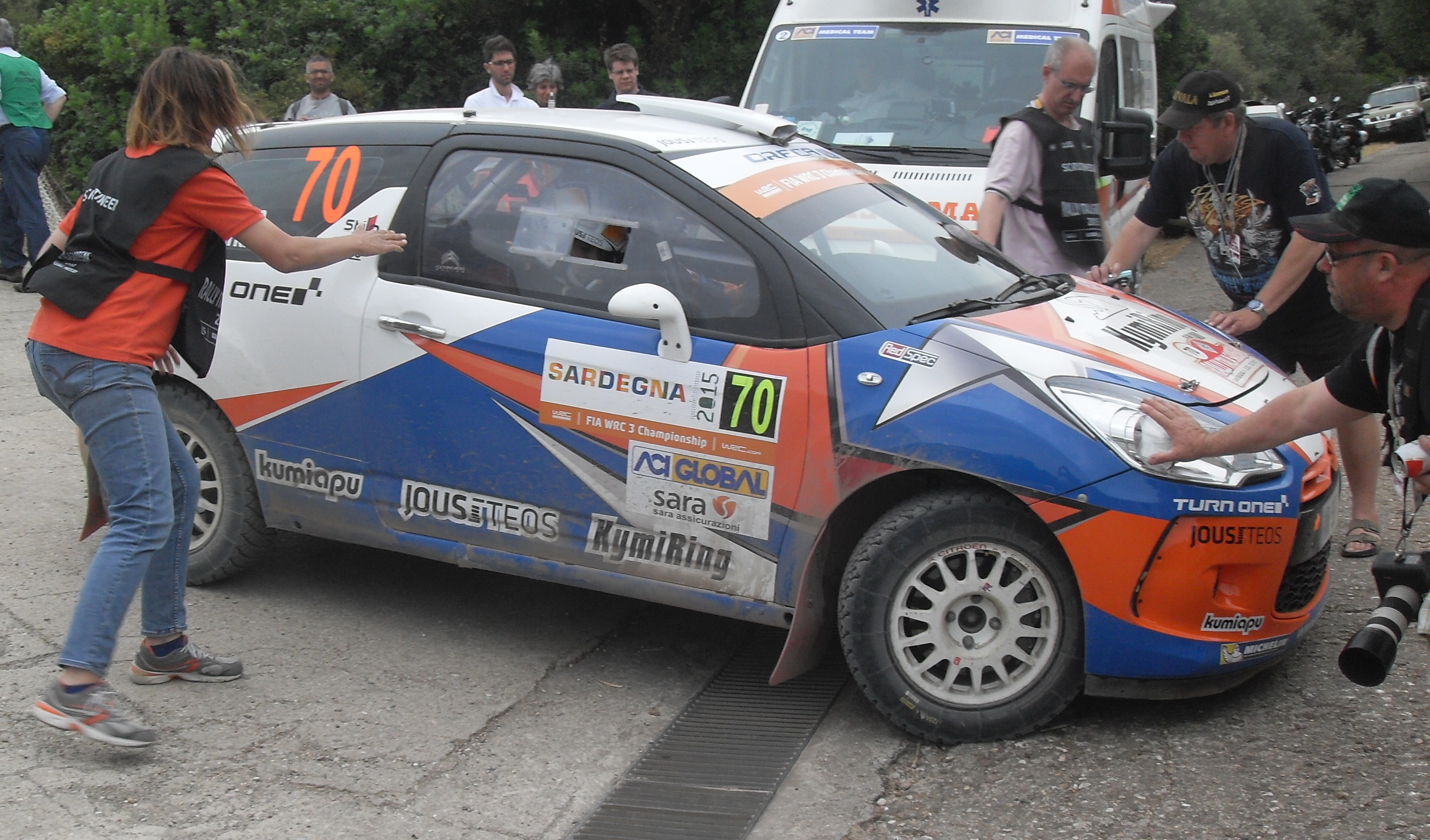
JWRCのシトロエン・DS3 R3T（2015年）

## ラリーレイド
1990年前後にラーダ・サマーラを開発。ダカール・ラリーで総合5位、ファラオ・ラリー総合優勝といった好成績を収めた。
フィリップ・ガッシェ率いるフランスのSMGへバギー用エンジンを供給。WRC&ダカール覇者のカルロス・サインツがダカールでドライブした。同様にSMGがオペレーションする中国メーカーのハヴァル（長城汽車）のプロトタイプ車両のBMW製ディーゼルターボエンジンの開発も手がけている。
またSMGと提携してハイブリッドバギーで2023年に参戦する計画があったが、実現していない。

## ラリークロス
1989〜1990年にプジョーのワークスとして、フランスラリークロス選手権に参戦しチャンピオンを獲得した。
2014年に開幕した世界ラリークロス選手権への関与も深めている。オレカは汎用エンジンを開発し、チーム・ハンセンのプジョー、OKモータースポーツのシトロエン、ESモータースポーツのシュコダなど幅広く採用された。2022年からフル電動化された世界ラリークロスでは、カーボン製モノコックや安全構造、ブレーキ・ステアリングなどの主要コンポーネントのサプライヤーも務める。

## ツーリングカーレース
ポルシェ・カレラカップやルノー・クリオカップ、アウディのフランスでのカスタマープログラムを請け負っている。
2010年にFFSA（フランス）GT選手権にて、アウディ・R8のグループGT3車両を用いて参戦した。
世界ツーリングカー選手権（WTCC）には2005年の開幕初年度からセアトのオペレーションを担い、2008〜2009年とドライバーズ/マニュファクチャラーズタイトルを連覇した。しかしセアトはこれを持ってワークスから撤退した。
その後2014年からWTCCに復帰するラーダのTC1マシン設計・開発、エンジンの開発に携わった。なおラーダとはTCRでも提携をしている。
2019年からアルゼンチンのスーパーTC2000（現TC2000アルゼンチン選手権）に2.0L直列4気筒ターボのワンメイクエンジンを供給している。

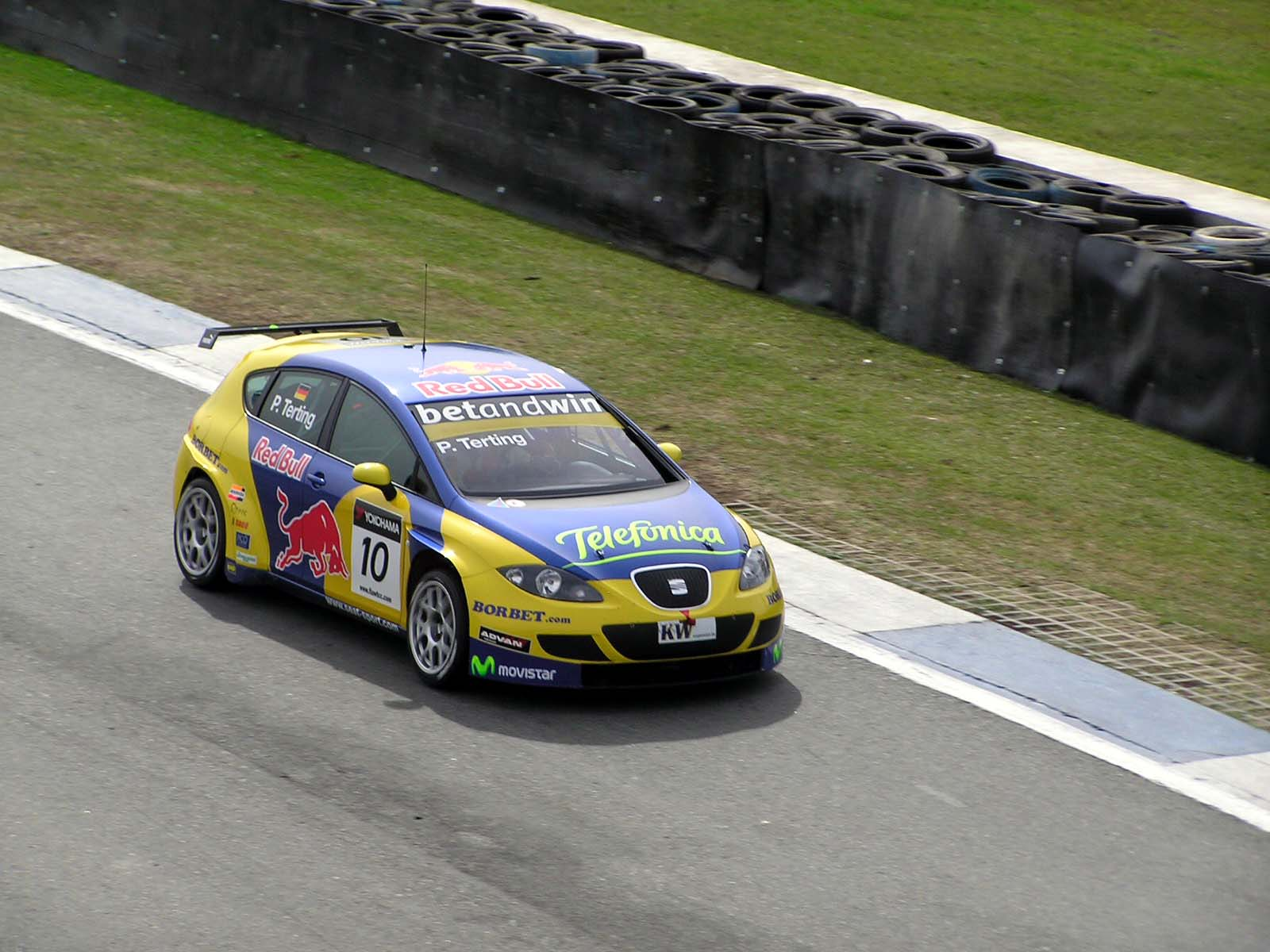
セアト・レオンMk2 WTCC（2006年）
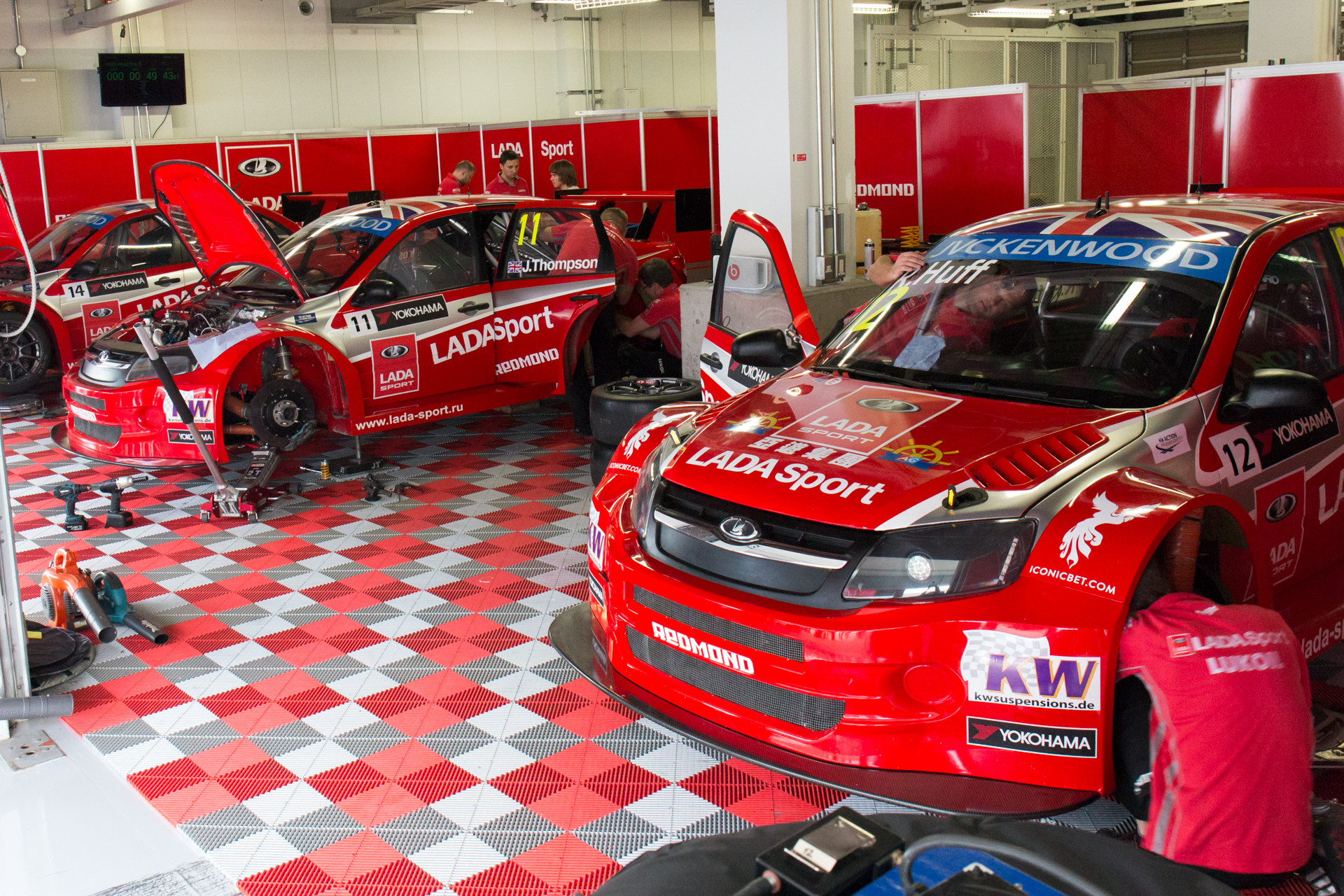
ラーダ・グランタWTCC（2014年）
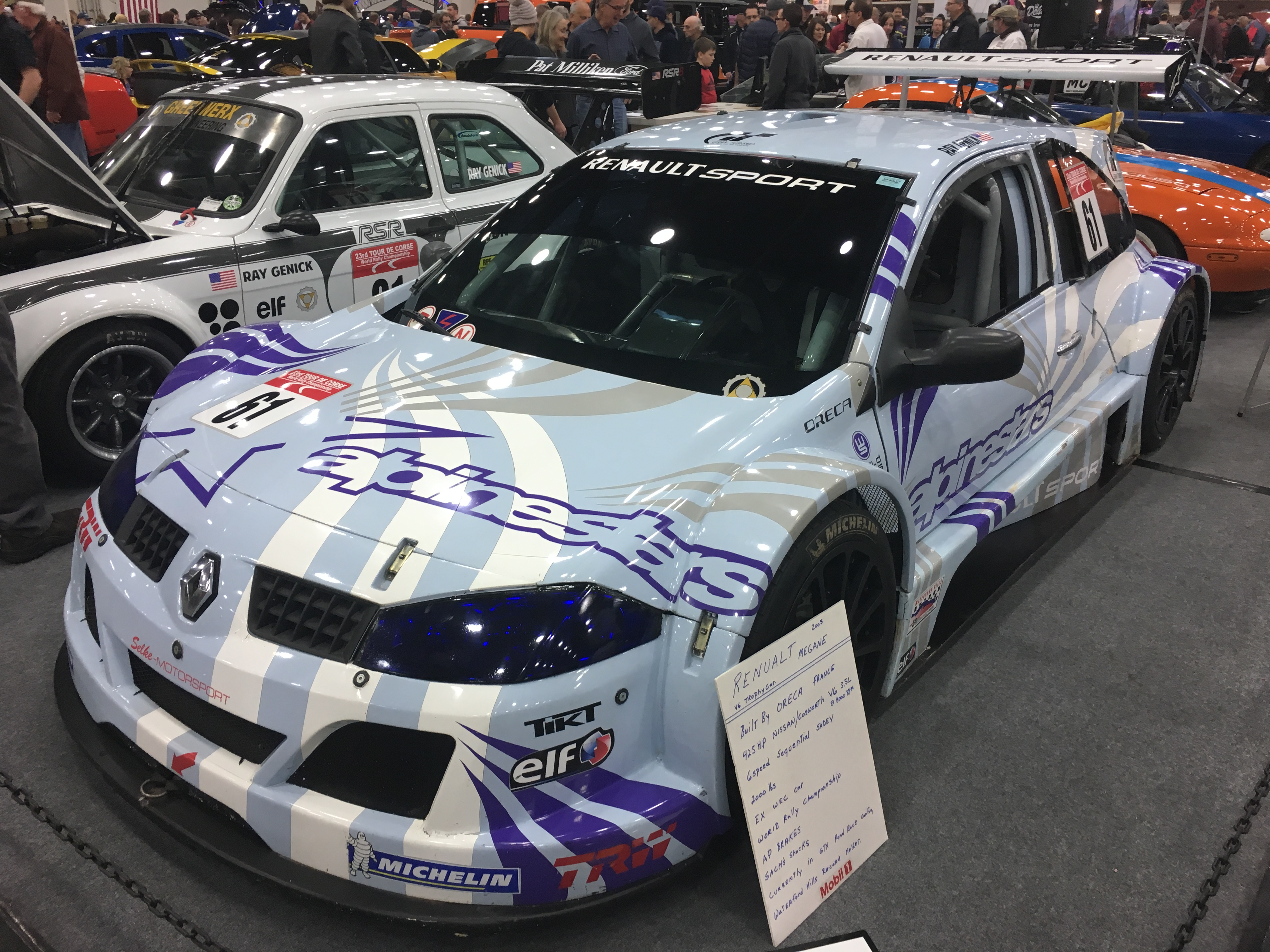
ルノー・メガーヌV6トロフィー（2019年）

## 参照
1. ↑  IMPLANTATION - Groupe Oreca
2. ↑  “元ルノーF1のレミ・タフィンがオレカ加入。トヨタに"完全移籍"するテクニカル・ディレクターの後任に | ル・マン/WEC | autosport web”. AUTO SPORT web (2021年10月19日). 2023年12月19日閲覧。
3. ↑  ジャック・ラフィット(1973年)、アラン・プロスト(1978年・1979年)、アラン・フェルテ(1980年)、ミシェル・フェルテ(1983年)、オリビエ・グルイヤール(1984年)、ピエール＝アンリ・ラファネル(1985年)、ヤニック・ダルマス(1986年)、ジャン・アレジ(1987年)、エリック・コマス(1988年)、ジャン＝マルク・グーノン(1989年)の11回。
4. ↑  “ルノーがF3に復帰。オレカとの提携進める”
5. 1 2  “ル・マン優勝！ トヨタとマツダ 2つの快挙支えた男と“勝利”の意味”. ベストカーweb. (2018年6月19日)
6. ↑  ““大穴”オレカ・プジョーがセブリング制覇！ HPDが2位”.  オートスポーツ (2011年3月20日). 2016年3月24日閲覧。
7. ↑  “オレカ、LMP2“性能調整”に異議。「1社のみ開発できないのは不公平以外の何物でもない」”. オートスポーツ. (2017年10月17日)
8. ↑  “WEC：オレカ、プジョーとのハイパーカー参入計画を破棄。LMDhに集中へ”. as-web
9. ↑  “元ルノーF1のレミ・タフィンがオレカ加入。トヨタに“完全移籍”するテクニカル・ディレクターの後任に”. オートスポーツ. (2021年10月19日)
10. ↑  “アキュラ、LMDhのパートナーチームを発表。『ARX-06』はオレカ製シャシーベースに”. オートスポーツ. (2021年12月7日)
11. ↑  “「LMHは合理的でない」とLMDhを選択したアルピーヌ。IMSA含めカスタマーチーム獲得も視野”. オートスポーツ. (2021年10月8日)
12. ↑  “新規参戦のジェネシスは、ヒョンデのWRCエンジンをV8化して流用へ。経験不足を補う「近道」と強調”. オートスポーツ. (2024年12月6日)
13. ↑  “フェラーリとオレカがGTカー製作で提携。『488』後継機の新型GT3が2023年登場予定”. オートスポーツ. (2021年11月30日)
14. ↑  “ORECA World Exclusive at Autosport”
15. ↑  “オレカが開発中のR4キット、最初の購入者はスペインのチーム”
16. ↑  ORECA Technology motorise le buggy de Carlos Sainz au Dakar
17. ↑  Team Peugeot-Hansen powered by ORECA in World RX
18. ↑  Citroën C4 WRX Supercar
19. ↑  First full-time Skoda Fabia entry for World Rallycross in 2019
20. ↑  “Audi newsletter 2010-06-27”
21. ↑  “WTCC: Oreca to run SEAT France entry.”
22. ↑  The Lada Vesta TCR is ready to battle

- AUTO SPORT（オートスポーツ） 臨時増刊 ル・マン24時間2015（三栄書房　2015年7月8日発刊）